# Cantone di Saint-Aignan
Il Cantone di Saint-Aignan è una divisione amministrativa dell'arrondissement di Romorantin-Lanthenay e dell'arrondissement di Blois.
A seguito della riforma approvata con decreto del 21 febbraio 2014, che ha avuto attuazione dopo le elezioni dipartimentali del 2015, è passato da 15 a 16 comuni.

## Composizione
I 15 comuni facenti parte prima della riforma del 2014 erano:
- Châteauvieux
- Châtillon-sur-Cher
- Chémery
- Choussy
- Couddes
- Couffy
- Mareuil-sur-Cher
- Méhers
- Meusnes
- Noyers-sur-Cher
- Pouillé
- Saint-Aignan
- Saint-Romain-sur-Cher
- Seigy
- Thésée

Dal 2015 i comuni appartenenti al cantone sono i seguenti 16:
- Angé
- Châteauvieux
- Châtillon-sur-Cher
- Chémery
- Couffy
- Mareuil-sur-Cher
- Méhers
- Meusnes
- Noyers-sur-Cher
- Pouillé
- Rougeou
- Saint-Aignan
- Saint-Romain-sur-Cher
- Seigy
- Soings-en-Sologne
- Thésée